# Luke Singh
Luke Adam Singh (Brampton, 12 settembre 2000) è un calciatore trinidadiano, difensore dello York Utd.

## Carriera

### Club

#### Giovanili
Singh ha iniziato la propria carriera calcistica tra le file del North Mississauga SC e del Brampton Youth SC. Inoltre, ha trascorso un certo periodo di tempo nell'Ontario Soccer Association. Successivamente, nel 2017 è entrato a far parte dell'accademia del Toronto FC.

### Le prime annate da professionista a Toronto
Dopo aver trascorso tre anni nell'accademia del Toronto FC, ha debuttato come professionista nel Toronto FC III, militante nella League1 Ontario nel 2018. Ha messo a segno la sua prima rete in una gara contro il North Mississauga SC. Ad inizio 2019, ha deciso di spostarsi in Danimarca per poter giocare per il Brøndby. A fine gennaio, è tornato a Toronto a causa di un infortunio.
Nel marzo 2019, ha firmato un contratto professionistico per il Toronto FC II, militante nella USL League One. Poi, dopo pochi giorni dall'acquisto, il Brøndby deciderà di acquistare il giocatore in prestito a breve termine, dopo essersi già allenato con il club fino alla fine del 2019. Tuttavia, Singh non è mai riuscito a scendere in campo per la prima squadra, giocando principalmente per la squadra riserve, con la quale ha segnato due reti in 24 presenze.
Dopo che il Toronto FC II ha dovuto ritirarsi dal campionato di USL League One 2020 a causa della Pandemia di COVID-19, Singh ha trascorso gran parte della stagione ad allenarsi con la prima squadra. Nell'aprile 2021, ha firmato ufficialmente un contratto per il Toronto FC prima del match valido per la CONCACAF Champions League contro la squadra messicana del León, facendo il suo debutto da subentrato verso la fine della partita. Ha firmato un secondo contratto di quattro giorni per il club il 13 aprile, prima di giocare la gara di ritorno contro il León, vinta dal Toronto per 2-1. Singh ha firmato un contratto ufficiale con la prima squadra il 16 aprile seguente. Ha segnato la sua prima rete per il club il 24 aprile, nella gara contro i Vancouver Whitecaps. È stato ceduto nuovamente alla seconda squadra per alcune partite nel 2021.
Nel febbraio 2022, Singh avrebbe dovuto unirsi al Pacific FC, squadra della Canadian Premier League, in prestito come parte dell'accordo di trasferimento del Toronto FC per Lukas MacNaughton. Tuttavia, il prestito di Singh non si concretizzerà mai in seguito ad alcune discussioni tra i due club. Invece, il mese successivo, il 3 marzo, il Toronto FC ha annunciato che Singh si fosse unito all'FC Edmonton in prestito per la stagione di Canadian Premier League 2022. Ha esordito per il club il 10 aprile 2022, nella gara di aperutra del campionato contro il Valour FC.
Nel Marzo 2023, Singh si è trasferito in prestito all'Atlético Ottawa per tutta la stagione 2022-2023.

### Nazionale
Singh può rappresentare il Canada, nazione in cui è nato, e Trinidad e Tobago, nazione da cui provengono i suoi genitori.
Ha frequentato il campo di formazione canadese Under-15 dal 2014 al 2015.
Ha rappresentato la Nazionale trinidadiana under-17 nel torneo di qualificazione al Campionato nordamericano under-17 2017, giocando due partite. Successivamente, ha rappresentato la nazionale under-20 al Campionato CONCACAF Under-20 2018.
Singh ha ricevuto un invito dalla Nazionale senior di Trinidad e Tobago il 28 maggio 2021, per poter disputare le qualificazioni alla Coppa del Mondo 2022 ma, tre giorni dopo, il giocatore ha accettato l'invito ad unirsi agli allenamenti della Nazionale canadese per la stessa competizione. Doveva unirsi a Trinidad e Tobago dopo l'allenamento con il Canada, ma il 7 giugno è stato riferito che Singh sarebbe rimasto con il Canada dopo che i Soca Warriors erano stati eliminati dalle qualificazioni.
Nel giugno 2023, è stato inserito nella squadra preliminare di Trinidad e Tobago per il torneo di qualificazione alla CONCACAF Gold Cup 2023.

## Statistiche

### Cronologia presenze e reti in nazionale
| Cronologia completa delle presenze e delle reti in nazionale ― Trinidad e Tobago | Cronologia completa delle presenze e delle reti in nazionale ― Trinidad e Tobago | Cronologia completa delle presenze e delle reti in nazionale ― Trinidad e Tobago | Cronologia completa delle presenze e delle reti in nazionale ― Trinidad e Tobago | Cronologia completa delle presenze e delle reti in nazionale ― Trinidad e Tobago | Cronologia completa delle presenze e delle reti in nazionale ― Trinidad e Tobago | Cronologia completa delle presenze e delle reti in nazionale ― Trinidad e Tobago | Cronologia completa delle presenze e delle reti in nazionale ― Trinidad e Tobago |
| Data                                                                             | Città                                                                            | In casa                                                                          | Risultato                                                                        | Ospiti                                                                           | Competizione                                                                     | Reti                                                                             | Note                                                                             |
| -------------------------------------------------------------------------------- | -------------------------------------------------------------------------------- | -------------------------------------------------------------------------------- | -------------------------------------------------------------------------------- | -------------------------------------------------------------------------------- | -------------------------------------------------------------------------------- | -------------------------------------------------------------------------------- | -------------------------------------------------------------------------------- |
| 24-6-2023                                                                        | Fort Lauderdale                                                                  | Trinidad e Tobago                                                                | 3 – 0                                                                            | Saint Kitts e Nevis                                                              | Gold Cup 2023 - 1º turno                                                         | -                                                                                | 77’                                                                              |
| 2-7-2023                                                                         | Charlotte                                                                        | Stati Uniti                                                                      | 6 – 0                                                                            | Trinidad e Tobago                                                                | Gold Cup 2023 - 1º turno                                                         | -                                                                                | 46’                                                                              |
| Totale                                                                           |                                                                                  | Presenze                                                                         | 2                                                                                |                                                                                  | Reti                                                                             | 0                                                                                |                                                                                  |